# Herrenhaus Gamehl

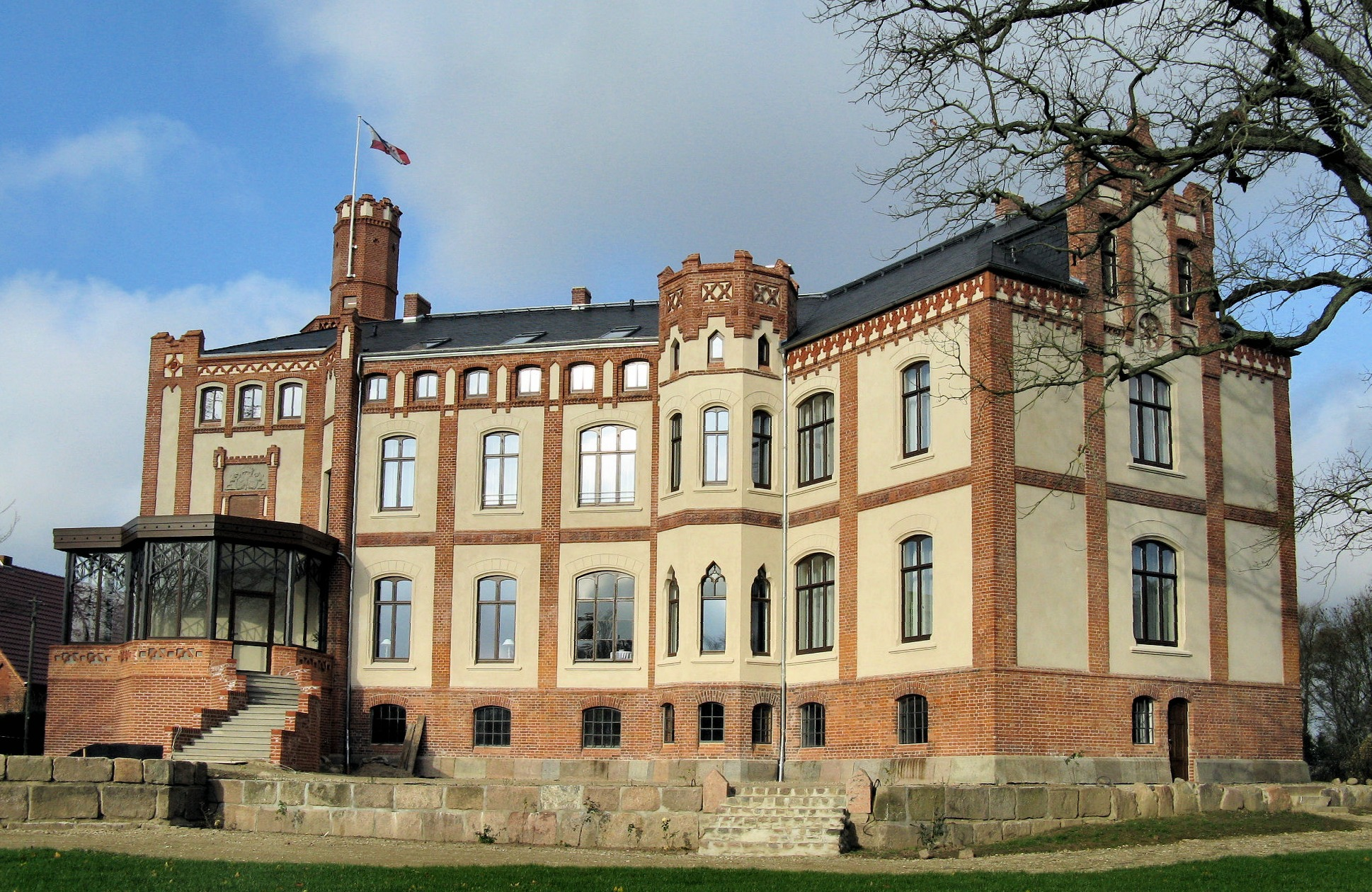
Herrenhaus Gamehl, Stammsitz derer von Stralendorff in Mecklenburg

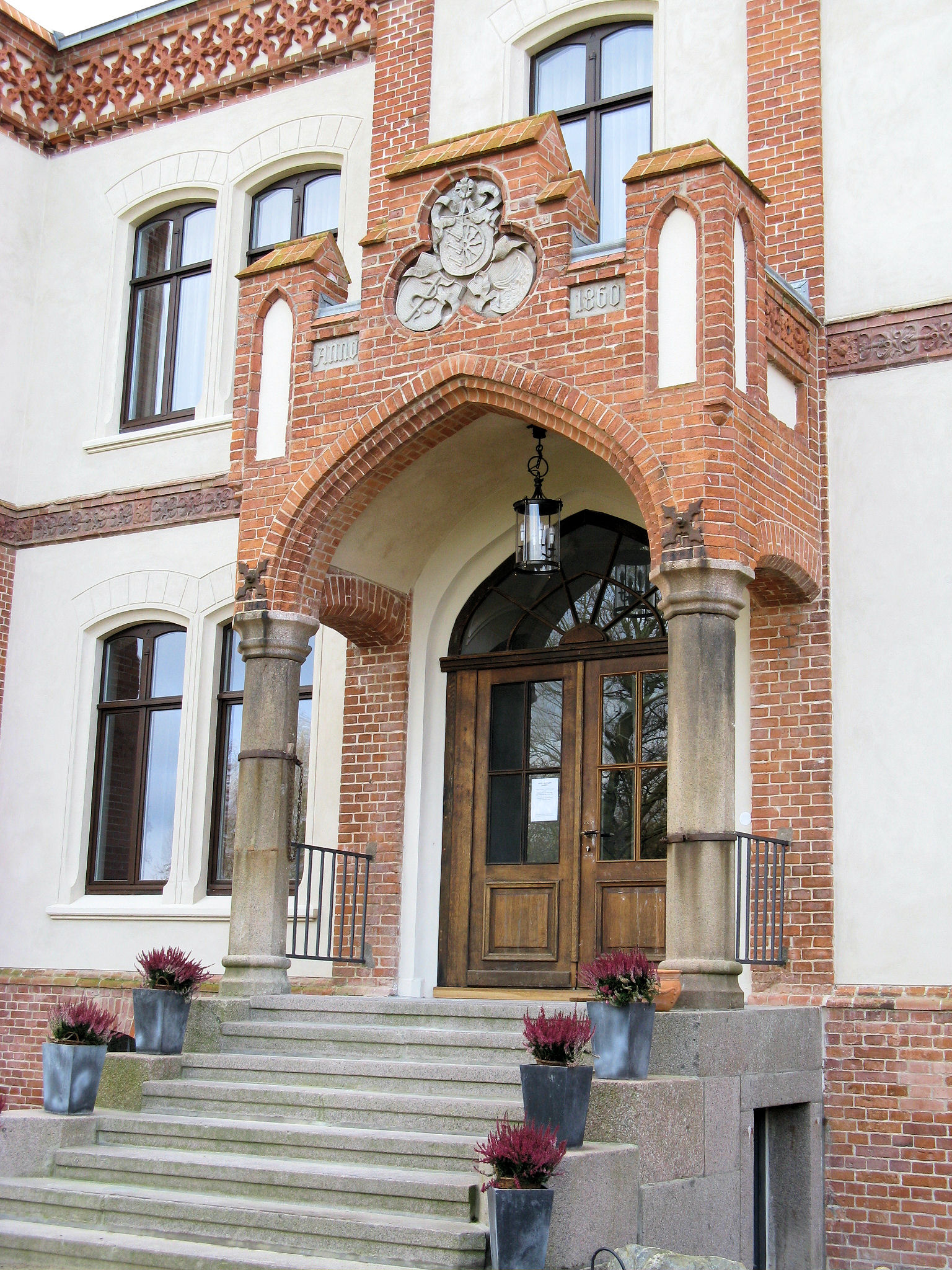
Eingangsportal des Herrenhauses

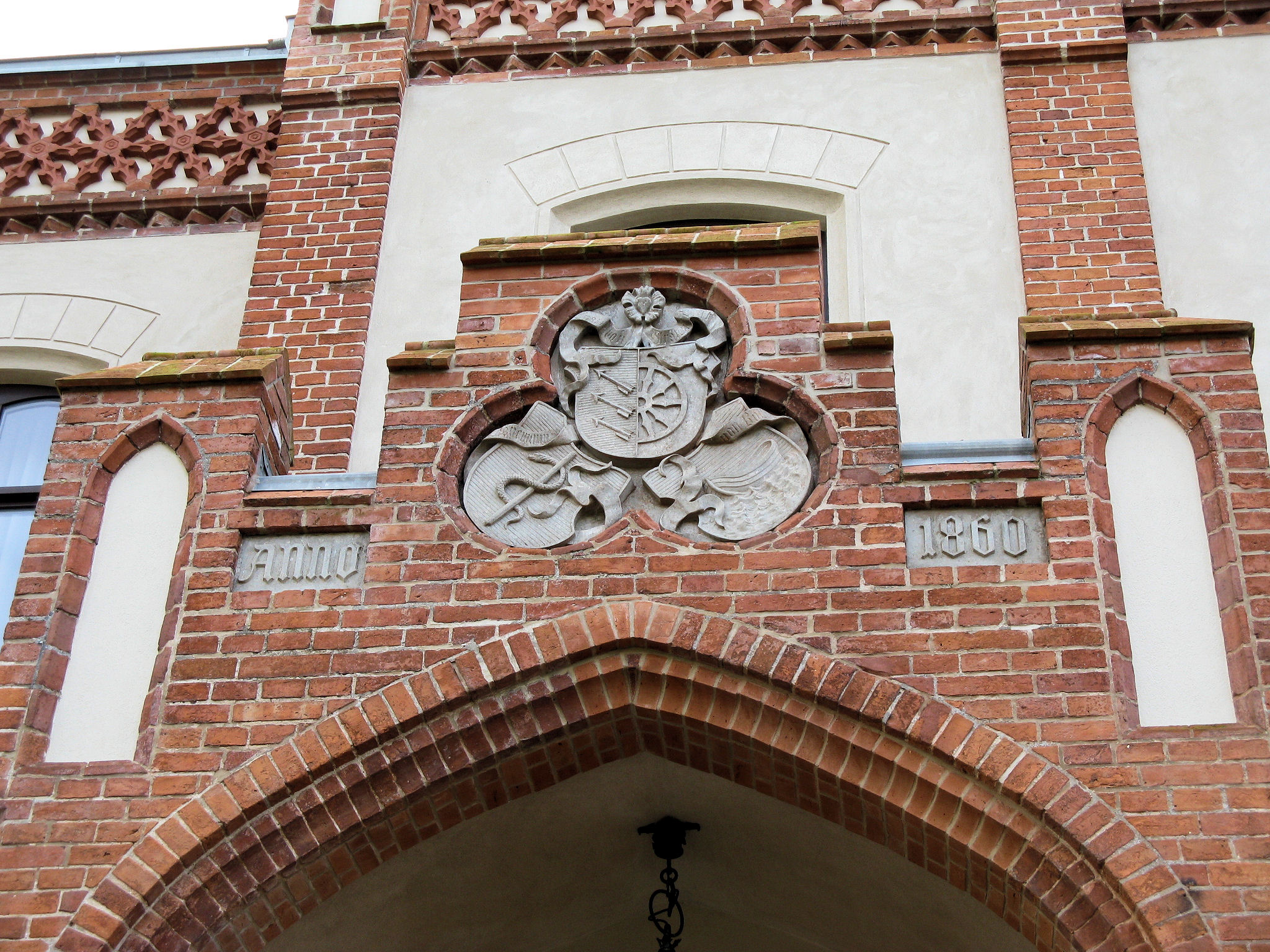
Allianzwappen von 1860

Das Herrenhaus Gamehl ist ein Gebäude im gleichnamigen Ortsteil der Gemeinde Benz im Landkreis Nordwestmecklenburg.

## Geschichte
Das Herrenhaus Gamehl war seit 1387 Eigentum der mecklenburgischen Uradelsfamilie von Stralendorff. Anfang des 19. Jahrhunderts wurde das alte Herrenhaus abgerissen. Nur eine Inschriftenplatte und eine Wappentafel aus dem 18. Jahrhundert sind erhalten geblieben und an der Rückfront des jetzigen Herrenhauses zu sehen. Franz von Stralendorff (1805–1883), verheiratet mit Theodore von Könemann-Pritzier, ließ im Jahr 1860 das jetzige repräsentative Herrenhaus errichten.
Dieses neogotische Gebäude entwarf der aus Wismar stammende Architekt Heinrich Thormann. Der Bauherr Franz von Stralendorff war herzoglich mecklenburgischer Kammerherr, Vizelandmarschall, Landrat, Gutsherr auf Gamehl sowie Kreisdeputierter beim Mecklenburgischen Ritterschaftlichen Kreditverein mit Sitz in Rostock. Aus zwei Ehen hinterließ er über 20 Kinder, von denen nur wenige das Erwachsenenalter erreichten. Das von ihm errichtete Schloss war Mittelpunkt einer herrschaftlichen Gutsanlage mit zahlreichen erhalten gebliebenen Nebengebäuden. Gamehl führte den Status eines altes Lehn und wurde zur Sicherung der Nachfolgeschaft von der Besitzerfamilie als Familienfideikommiss vererbt, so auch an den Kammerherrn und Rechtsritter des Johanniterordens Joachim von Stralendorff (1863–1945). Vor der großen Wirtschaftskrise, etwa 1928, gehörten zum Gut Gamehl 372 ha, inklusive 55 ha Waldfläche. Des Weiteren war Teil des kleinen Güterkomplexs das Landgut Preensberg mit 186 ha. Bis 1945 blieb das Herrenhaus Gamehl Sitz der Familie. Letzter Hausherr war der Jurist Claus Joachim von Stralendorff (1906–1968), er wurde mit der Bodenreform enteignet. Seine jüngste und in Gamehl geborene Schwester Friderun von Stralendorff-Eilers wurde später eine bekannte Künstlerin.
Danach wurde es als Unterkunft für Flüchtlinge, als Konsum und als Kindergarten genutzt. Im Jahre 2000 wurde das Herrenhaus von Dagmar von Stralendorff wieder erworben. Das Gebäude wurde in mehrjähriger aufwändiger Arbeit restauriert und im Jahr 2008 als Hotel eröffnet.

## Architektur
Das Gebäude wird durch einen markanten achteckigen Turmbau an der Nordwestecke gekennzeichnet. Verziert wurde das Bauwerk durch Backsteinornamente und bausteinumkleidete Bogenfenster.
Am Haus befindet sich ein kleinerer Landschaftsgarten.

## Nachweise
1. ↑  Genealogisches Taschenbuch des Uradels. 1891. Band 1. Druck und Verlag Friedrich Irrgang, Brünn 1891, S. 409 (Digitalisat).
2. ↑  C. G. J. von Kamptz: Die Familie von Kamptz. In: Familien-Chronik. Als Manuskript gedruckt. I. Die ersten diplomatisch sicheren Mitglieder der Familie und die ältere Hauptlinie, §. 74. Arend v. Kamptz 1479 – 1497. Bärensprungsche Hofbuchdruckerei, Schwerin 1871, S. 1–178 (Digitalisat).
3. ↑  Gothaisches Genealogisches Taschenbuch der Briefadeligen Häuser. 1912. In: "Der Gotha". Sechster Jahrgang Auflage. Briefadelige Häuser nach alphabetischer Ordnung. K, Könemann. I. und II. Linie. Justus Perthes, Gotha 2. November 1911, S. 543–545 (Digitalisat).
4. ↑  Ostsee-Zeitung.
5. ↑  Ernst Seyfert, Hans Wehner, W. Baarck: Landwirtschaftliches Adreßbuch der Rittergüter, Güter und Höfe von Mecklenburg-Schwerin und -Strelitz. Verzeichnis sämtlicher Rittergüter, Güter und Höfe von ca. 20 ha aufwärts mit Angabe der Gutseigenschaft, der Gesamtfläche und des Flächeninhalts der einzelnen Kulturen. In: Mit Unterstützung vieler Behörden und der Landbünde zu Güstrow und Neubrandenburg (Hrsg.): Niekammer`s Landwirtschaftliches Güter-Adreßbücher (Letzte Ausgabe Niekammer). 4. Auflage. Band IV. Verlag von Niekammer`s Adreßbüchern GmbH, Leipzig 1928, S. 219–230 (g-h-h.de).
6. ↑  Geschichte Schloss Gamehl., Stand 31. Dezember 2024.

Koordinaten: 53° 55′ 4,9″ N, 11° 37′ 1,4″ O